# Оливия Паркър
Оливия Паркър (на английски: Olivia Parker) е американска писателка на произведения в жанра исторически любовен роман.

## Биография и творчество
Оливия Паркър е родена в САЩ. На 16 години открива чара на любовните романи и се пристрастява към тях.
През 2005 г. участва в литературен конкурс с първата глава на ръкописа си, получава първа награда, и през 2006 г. е откупен. Първият ѝ роман „На лов за съпруга“ от поредицата „Дивайн и приятели“ е публикуван през 2008 г. Главната героиня Маделин Хейууд е въвлечена в начинанието на Гейбриъл Дивайн, херцог Уолвърест, да ожени младия си брат. Опитвайки се да избяга от нежеланата идея тя се среща с младия Дивайн на неочаквана среща. Книгата става бестселър и я прави известна.
Оливия Паркър живее със семейството си в северната част на Охайо.

## Произведения

### Серия „Дивайн и приятели“ (Devine and Friends)
1. At the Bride Hunt Ball (2008)
На лов за съпруга, изд.: „Тиара Букс“, София (2013), прев. Димитрия Петрова
2. To Wed a Wicked Earl (2009)
Брачен капан, изд.: „Тиара Букс“, София (2013), прев. Димитрия Петрова
3. Guarding a Notorious Lady (2011)
Тайнственият пазител, изд.: „Тиара Букс“, София (2014), прев. Димитрия Петрова